# Jack and the Beanstalk
Jack and the Beanstalk – amerykański krótkometrażowy film z 1902 roku w reżyserii Edwina S. Portera.